# Thirteenth Step
Thirteenth Step – druga płyta amerykańskiej grupy muzycznej A Perfect Circle, wydana w roku 2003. Płyta uzyskała tytuł platyny.
Według informacji zawartej na okładce wydania CD albumu - płyta została zabezpieczona przed kopiowaniem (ang. copy controlled).

## Lista utworów
1. "The Package" – 7:40
2. "Weak and Powerless" – 3:15
3. "The Noose" – 4:53
4. "Blue" – 4:13
5. "Vanishing" – 4:51
6. "A Stranger" – 3:12
7. "The Outsider" – 4:06
8. "Crimes" – 2:34
9. "The Nurse Who Loved Me" (cover Failure) – 4:04
10. "Pet" – 4:34
11. "Lullaby" – 2:01
12. "Gravity" – 5:08

## Twórcy
- Maynard James Keenan – śpiew
- Billy Howerdel – gitara
- Troy van Leeuwen – gitara
- Jeordie Osborne White – gitara basowa
- Josh Freese – perkusja

## Single
- "Weak and Powerless"
- "The Outsider"
- "Blue"